# Habenaria longicorniculata
Habenaria longicorniculata är en orkidéart som beskrevs av John Graham. Habenaria longicorniculata ingår i släktet Habenaria och familjen orkidéer. Inga underarter finns listade i Catalogue of Life.

## Bildgalleri

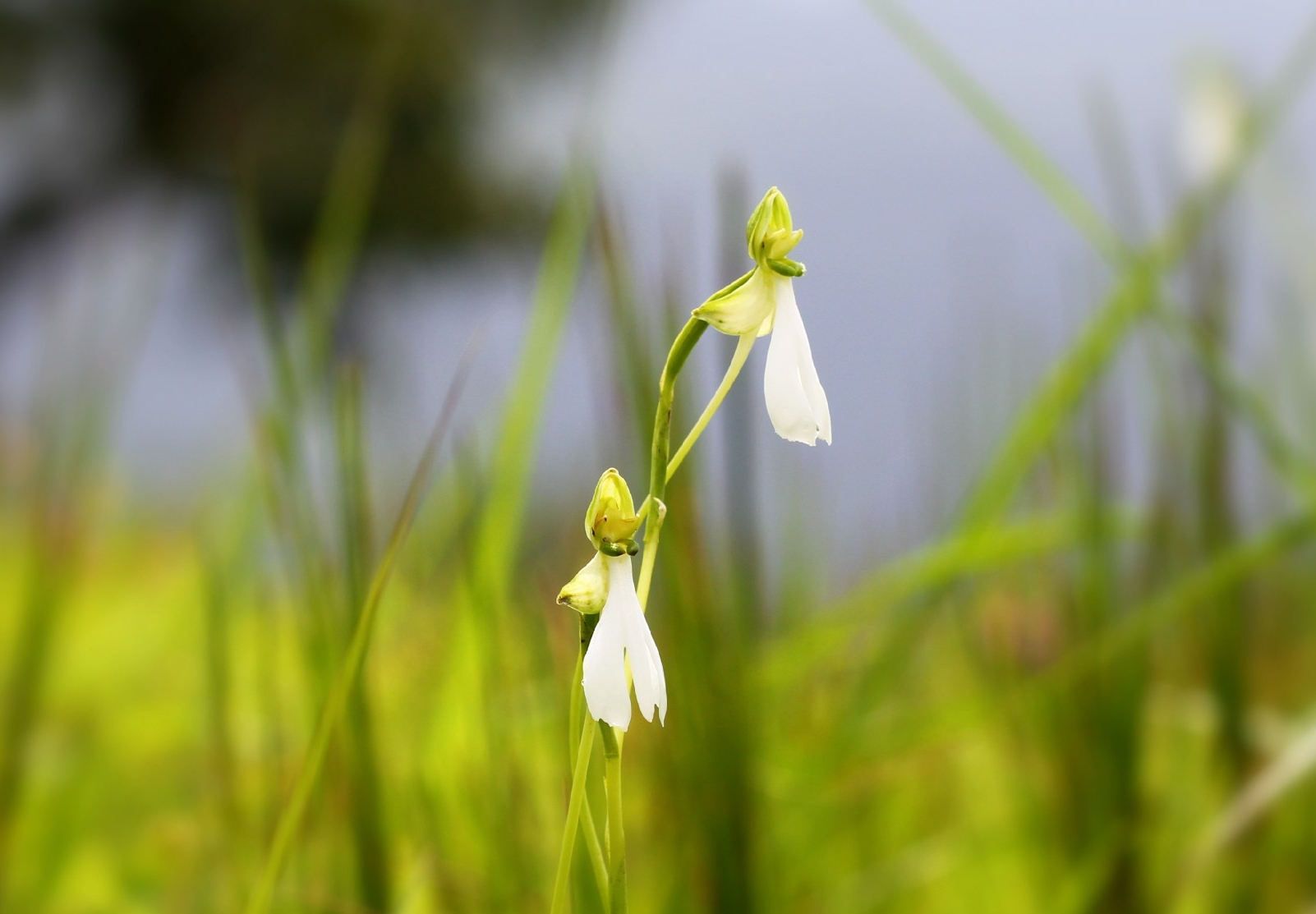
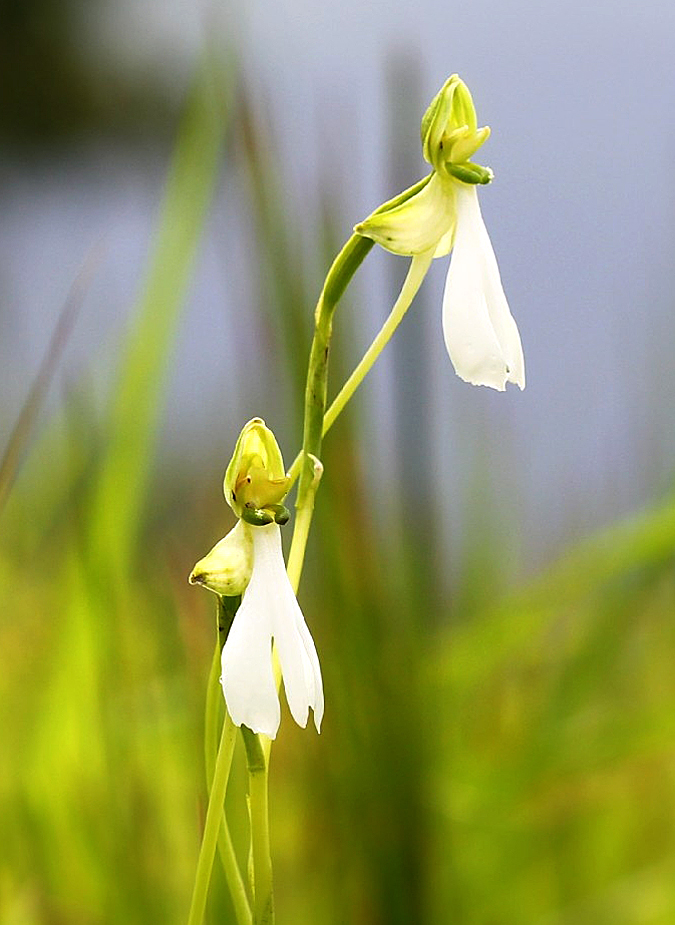